# Benthamiella
Benthamiella  es un género de plantas con flores de la subfamilia Cestroideae, incluida en la familia de las solanáceas (Solanaceae). Comprende 13 especies aceptadas, con doce de ellas de la Patagonia.

## Taxonomía
El género fue descrito por Carlos Luis Spegazzini y publicado en Anales de la Sociedad Científica Argentina 15: 109. 1883. La especie tipo es: Benthamiella patagonica Speg.  
Etimología
Benthamiella: nombre genérico que fue otorgado en honor del botánico George Bentham, cuya gran obra (junto con Joseph Dalton Hooker), Genera Plantarum, que establece el "sistema de Bentham y Hooker", se completó en ese año.

## Especies
- Benthamiella azorella (Skottsb.) A.Soriano
- Benthamiella azorelloides Speg.
- Benthamiella chubutensis A. Soriano
- Benthamiella graminifolia Skottsb.
- Benthamiella lanata A. Soriano
- Benthamiella longifolia Speg.
- Benthamiella nordenskioldii Dusén ex N.E. Br.
- Benthamiella patagonica Speg.
- Benthamiella pycnophylloides Speg.
- Benthamiella skottsbergii A. Soriano
- Benthamiella sorianoi Arroyo
- Benthamiella spegazziniana A. Soriano